# کینیچی هاگیموتو
کینیچی هاگیموتو (انگلیسی: Kinichi Hagimoto؛ زادهٔ ۷ مهٔ ۱۹۴۱) صداپیشه، خواننده، کمدین، شخصیت‌های تلویزیونی در ژاپن، مربی تیم بیسبال، و مجری اهل ژاپن است.